# 台北遠東通訊園區

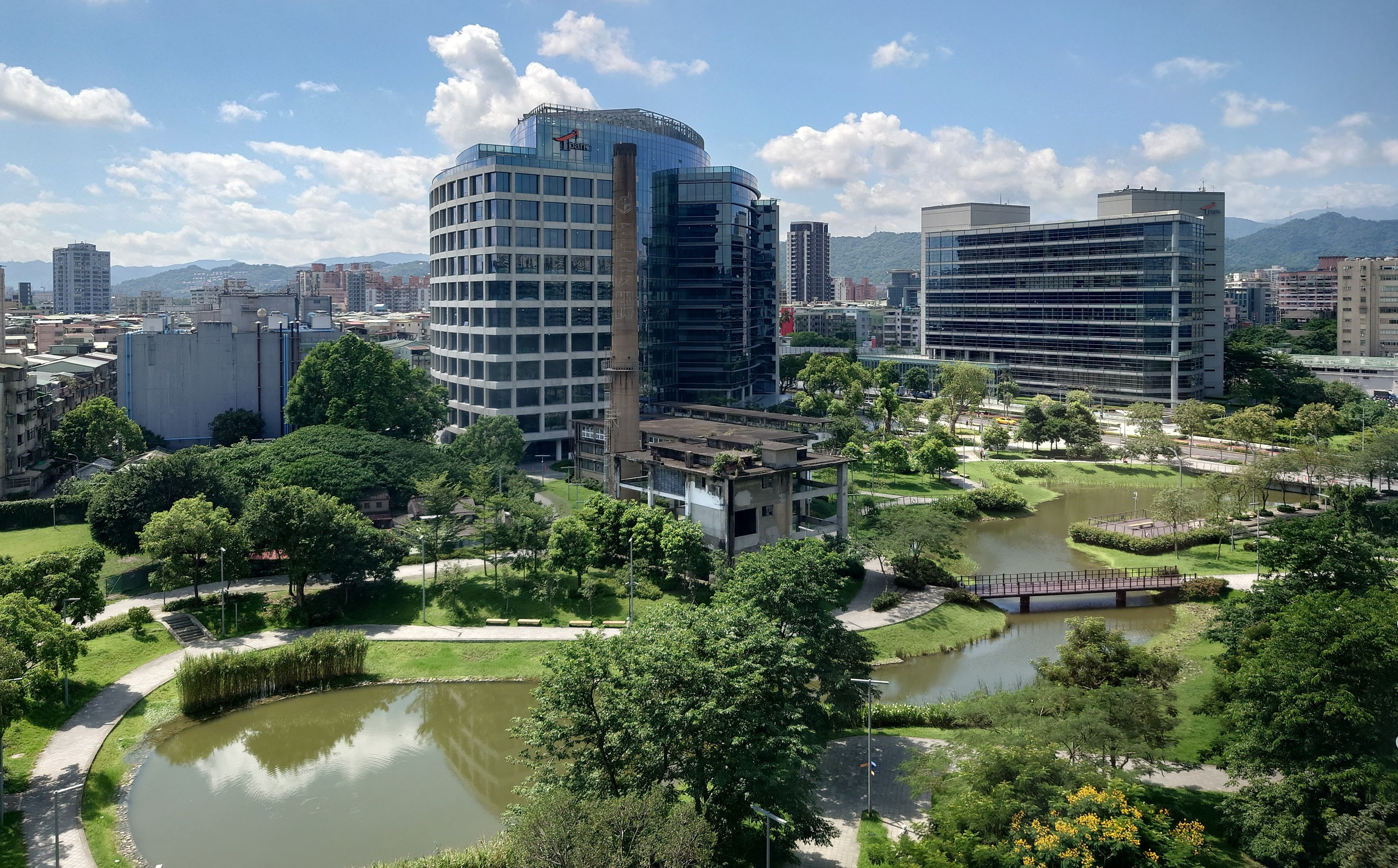
台北遠東通訊園區北公園及園區TPKA、TPKE研發辦公大樓

台北遠東通訊園區（英語：Taipei Far Eastern Telecom Park），簡稱Tpark，是遠東集團在新北市板橋區南側所推動開發的產業發展園區，營運目標是建立資訊通訊科技（ICT）的研發創新平臺，結合環境永續與資通訊科技研發。
園區佔地近24公頃，約當台北市大安森林公園的面積，或者新板特區全區的一半。台北捷運亞東醫院站位在基地西邊，亞東醫院站三號出口即可抵達園區。

## 歷史

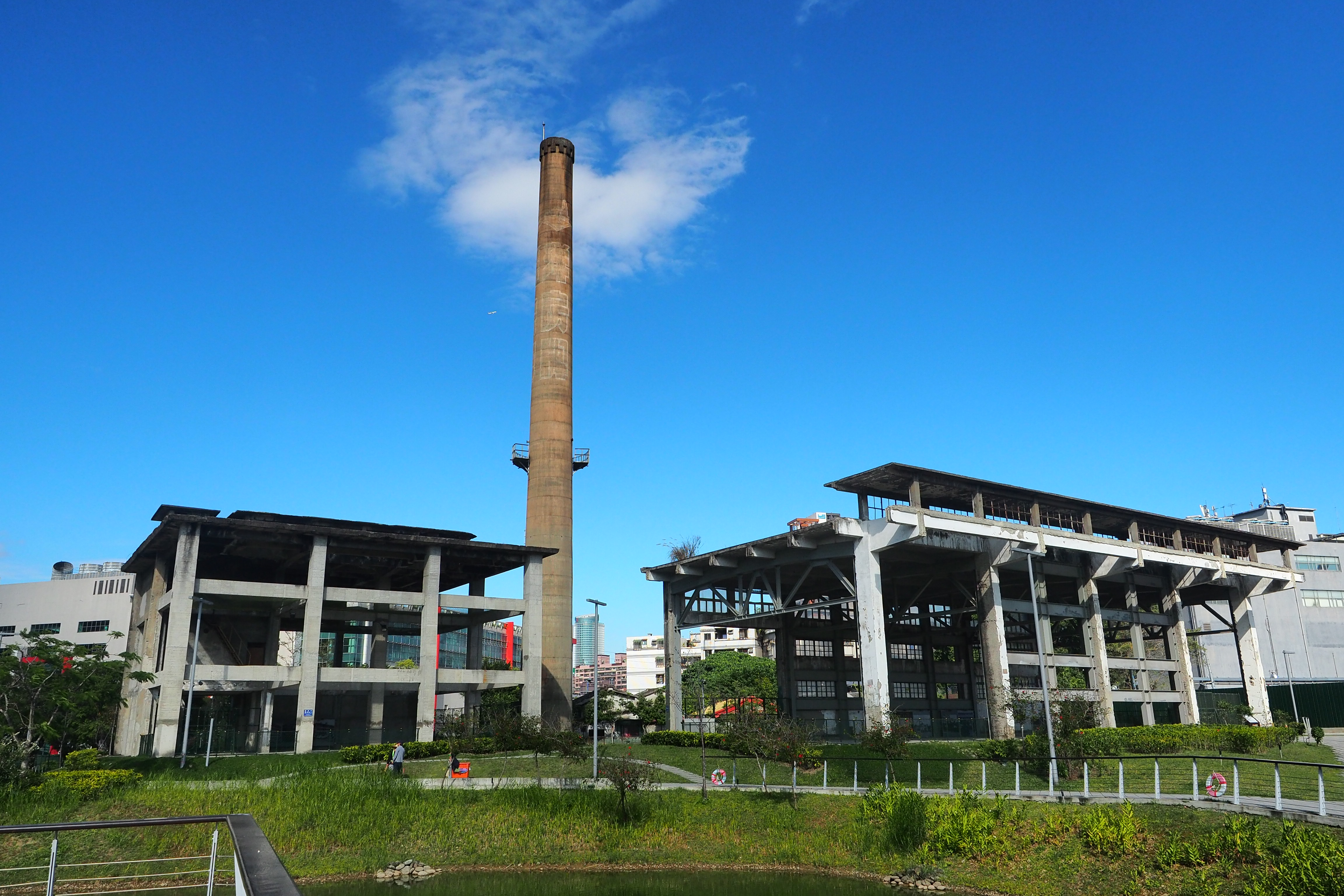
園區北公園保留區，原紡織廠廠房與煙囪

園區用地本來是遠東紡織板橋廠及遠東高爾夫球場的舊址。2000年，隨著台灣電信自由化以及資通訊科技發展，故將遠東紡織板橋廠舊址轉型開發，遠東新世紀之子公司遠東資源開發為其主要開發商。區內目前已有新北市最具規模的大型醫學中心亞東紀念醫院。園區內首棟建築-TPKA研發辦公大樓，2011年正式營運，目前已有台灣愛立信 、亞馬遜公司AWS聯合創新中心等國際企業進駐。研發辦公大樓TPKD與遠傳電信雲端運算中心TPKC則於2020年第四季落成，2021年1月27日Google Taiwan進駐。
2003年成立遠東資源開發股份有限公司作為開發營運主體。
2005-2006年主辦遠東通訊數位園區FTTx示範應用成果發表會，協辦SDR技術發展研討會。
2006年與日本橫須賀園區簽訂商務友好合作備忘錄。
2006年7月由遠東通訊數位園區正式更名為台北遠東通訊園區(Tpark)。
2007年2月都市計畫變更通過後發佈實施。
2010年6月園區首座研發辦公大樓TPKA完工。
2015年4月園區第一家大型量販超市愛買正式營運。
2015年5月園區的新北市立圖書館總館落成啟用。
2015年6月亞東紀念醫院第二期擴建完成開始啟用。
2019年園區內TPKC遠傳雲端運算中心、TPKD研發辦公大樓落成。

## 開發願景

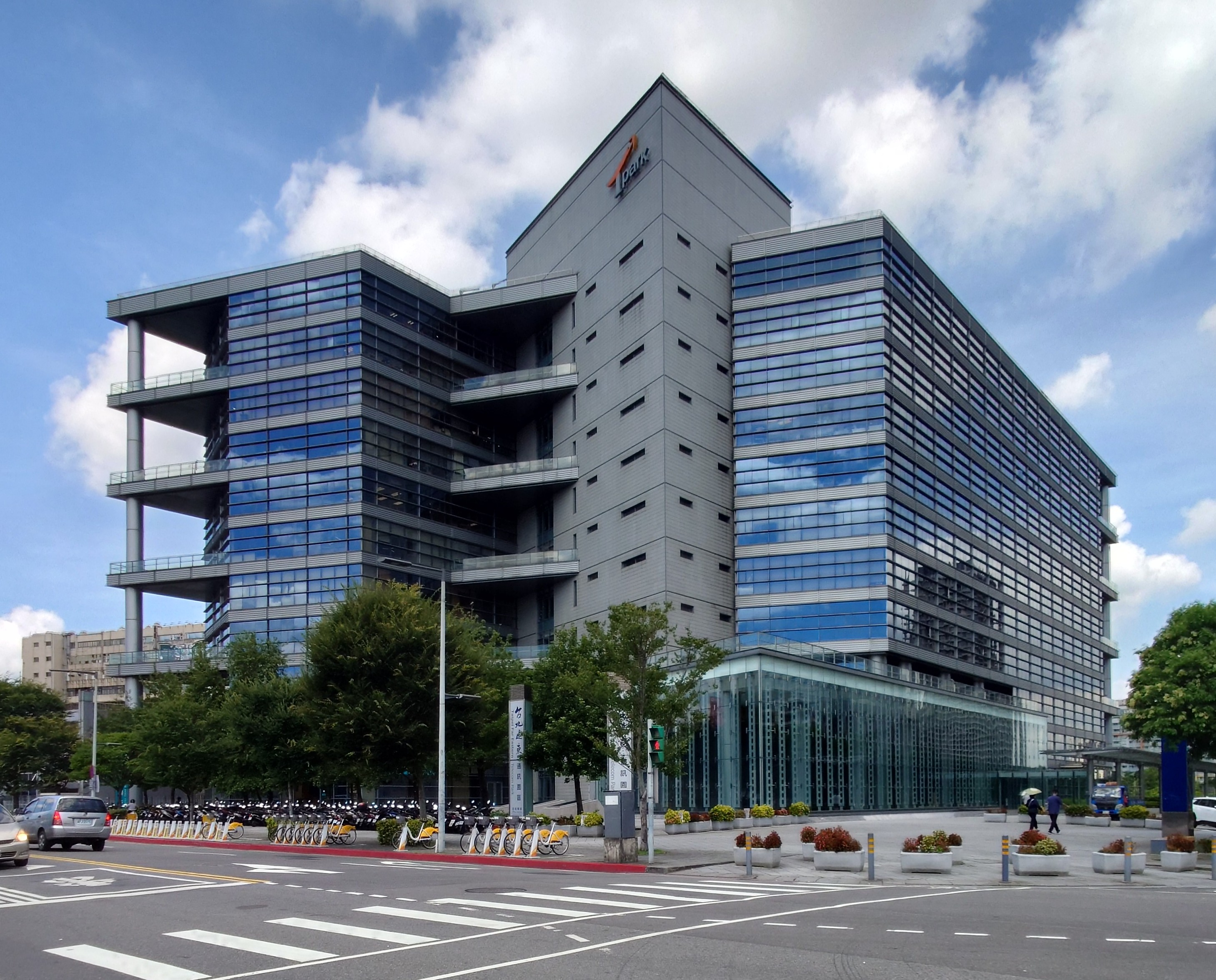
TPKA研發大樓為園區最先啟用的建築

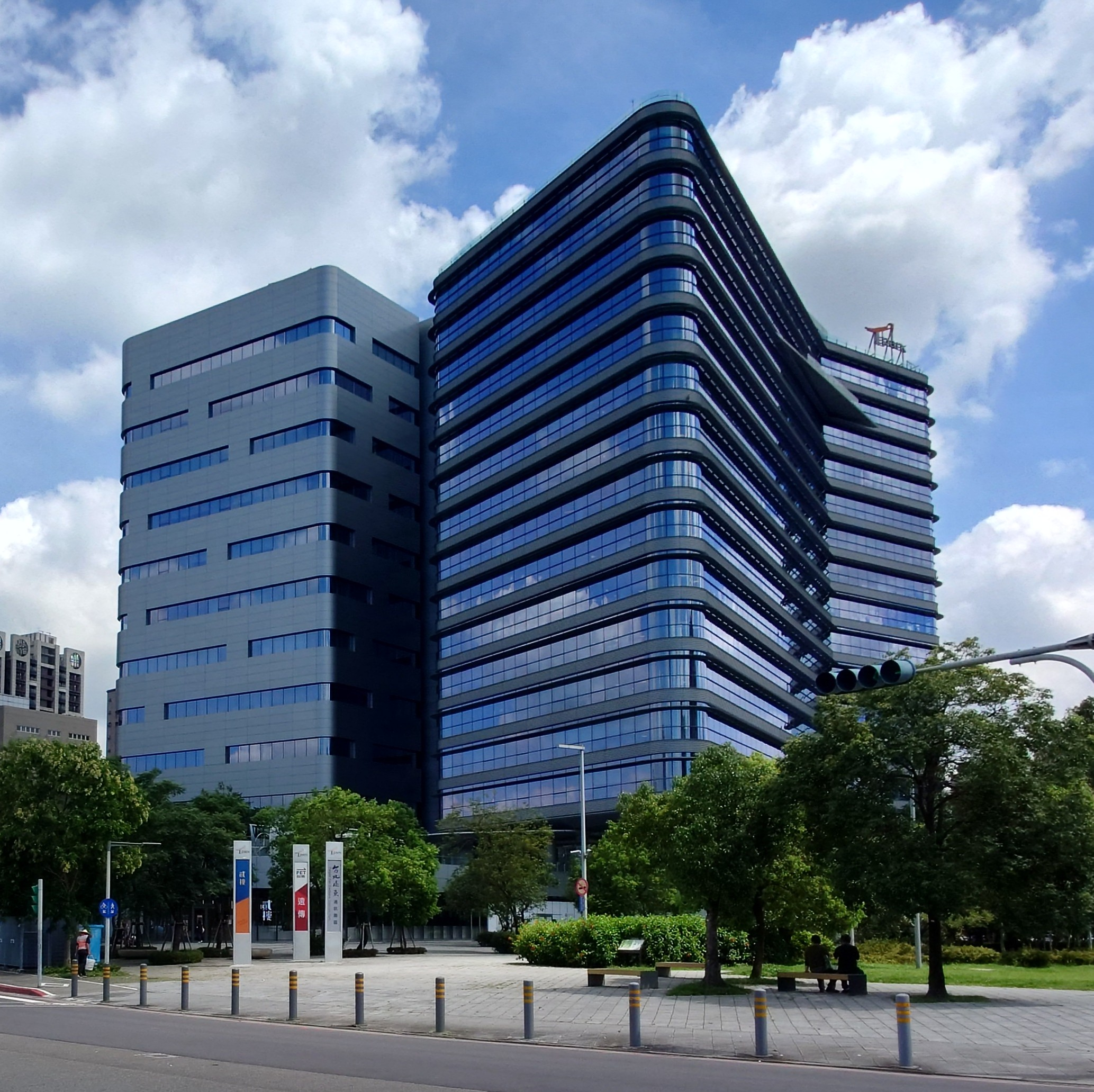
TPKC雲端運算中心與TPKD研發辦公大樓，兩棟為共構大樓

台北遠東通訊園區座落位置臨近新北市的CBD新板特區，整個園區以低建築影響的模式開發，不但40%面積留設為公園綠地，且區內建築都以綠覆屋頂為共同型式，開發概念特別注重生態上的永續發展。。園區的開發概念著重於「高綠覆率的人本生態環境」，除了培養園區生態多樣性，並引進暴雨管理系統，以保留60％雨水徑流量為目標，與環境共處、共創生態綠園區。

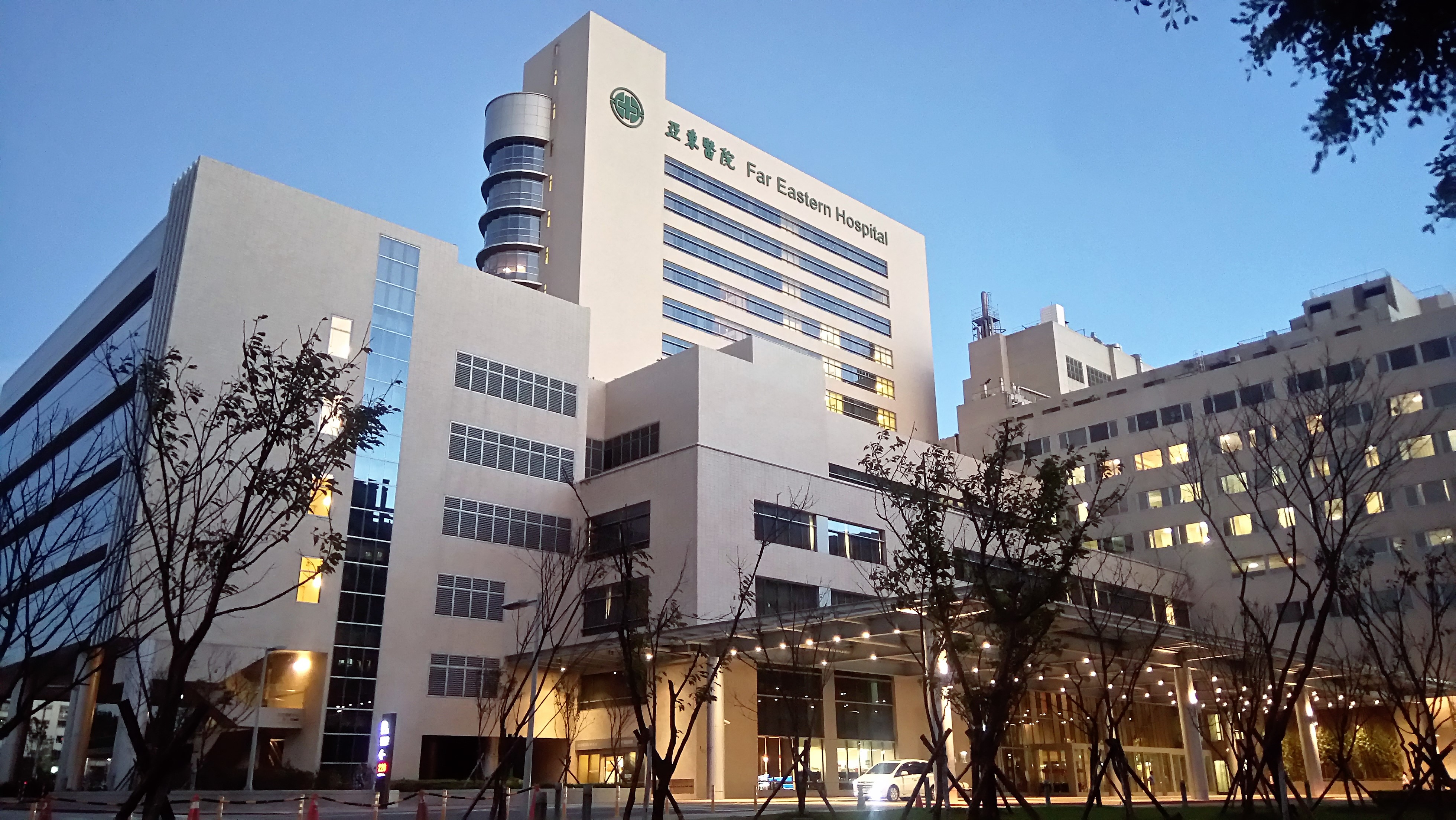
園區內的亞東紀念醫院為大型醫學中心

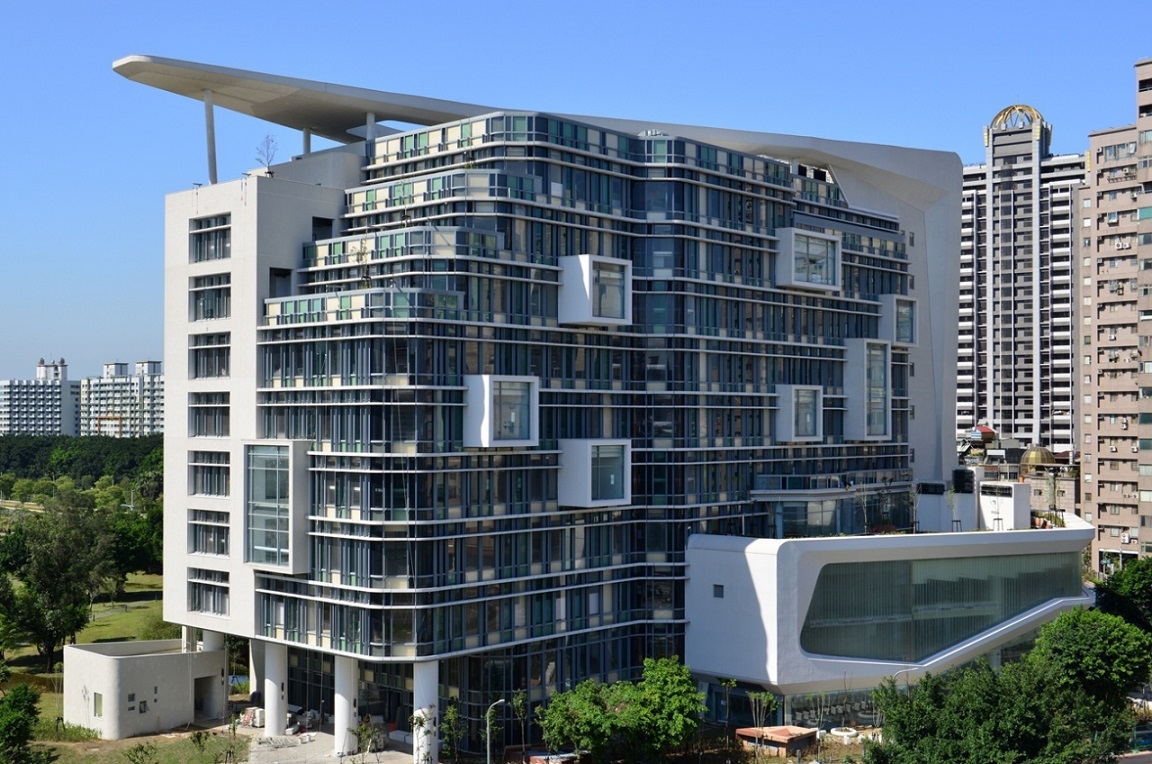
園區內的新北市立圖書館總館

台北遠東通訊園區的主要開發定位為「電信產業優質研發環境」，因此遠傳電信為首的上下游相關業者均將陸續進駐於此園區，預計引進的科技、醫療產業就業人口約1萬6千人。目前園區第一棟研發辦公大樓TPKA，由建築師姚仁喜及其團隊設計、遠東建築經理團隊建造，TPKC遠傳雲端運算中心及TPKD研發辦公大樓也於2019年落成。園區的整體開發結合全新擴大的新北市立圖書館總館、愛買南雅店、亞東紀念醫院、亞東科技大學、新北市政府消防局局本部等，彷彿微型城市的縮影，滿足園區工作、生活、休閒所需。

### 環境永續

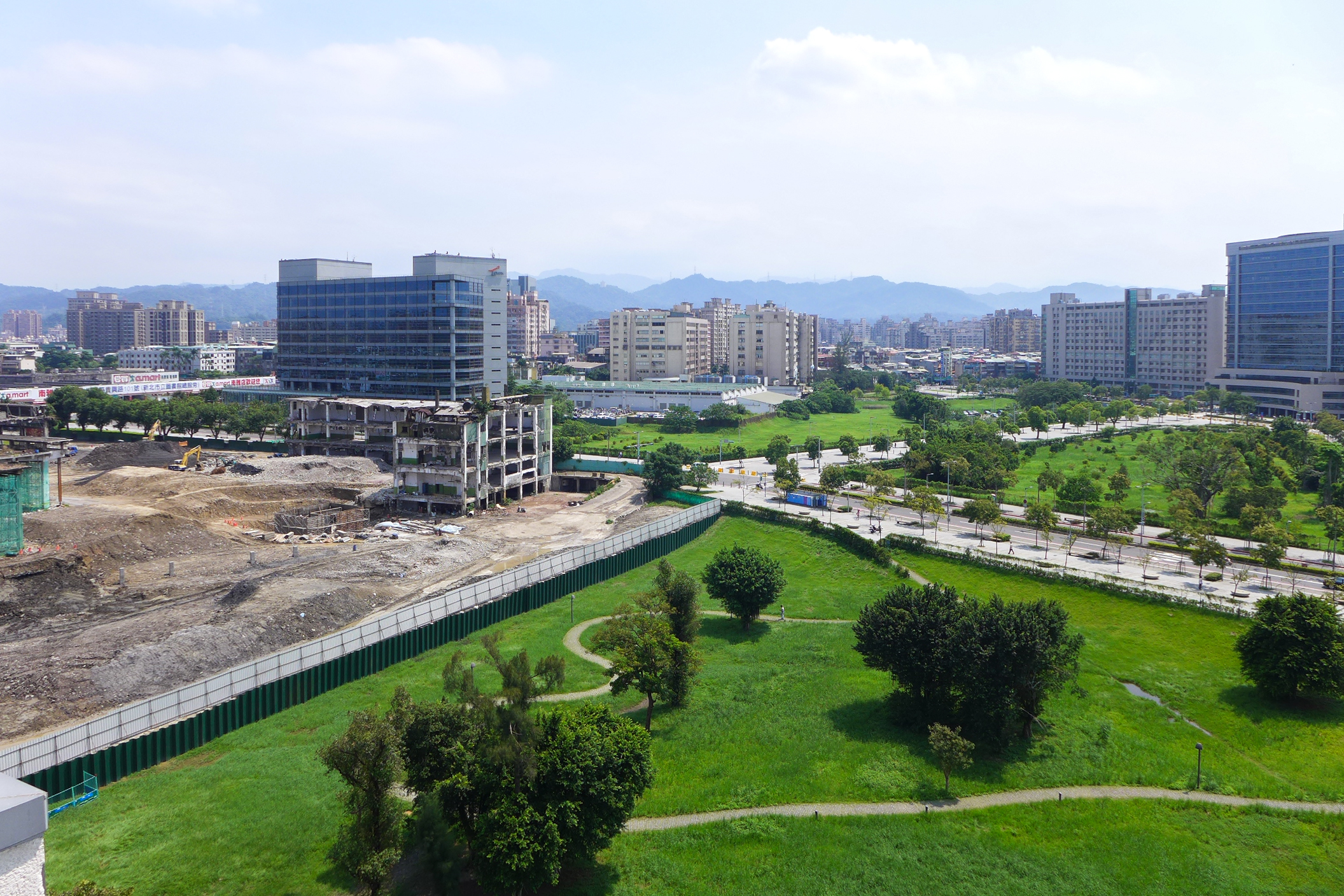
2016年的園區，可見留設大量綠地

台北遠東通訊園區有別於一般工業園區，係以無工廠的研發辦公室為主，園區整體環境著重於生態永續發展、水資源回收利用、人文歷史，此為園區開發之三大軸線。

#### 綠色生態
園區公園未來的規劃中，包括樹木花草的多樣性，與公園中央滯水池旁將設置生態濕地提供生物棲息與天然淨水。設置高架棧道串聯水池兩岸，減少阻隔並保有天然濕地的生物遷移廊道。公園中的誘蝶植物區，提供蝴蝶復育並增加區域的生物多樣性。利用朽木散佈於較空曠的公園綠地中，提供小動物更多元的棲所。

#### 水資源回收
三大蓄水系統: 綠屋頂與雨水回收槽、雨水滲透帶、與中央滯水池，每年園區省下17.2萬噸的雨水量。綠屋頂部份， 目前完成TPKA辦公大樓屋頂，沃土高有40公分，大樓底下設置兩個大型雨水回收槽，整體蓄水量近50噸。雨水滲透帶設置於園區道路兩旁的樹木下， 除了引進大樓雨水回收槽之雨水進行灌溉，雨水滲透帶材質近於海綿因此也具保水的功能。中央水池除了蓄水也提供了防水治洪的效果。

#### 以人為本
園區整體設計以遠東紡織的歷史為基礎，例如遠東紡織板橋廠煙囪與樹木的保留，與行人休憩空間的設計。

### 園區規劃

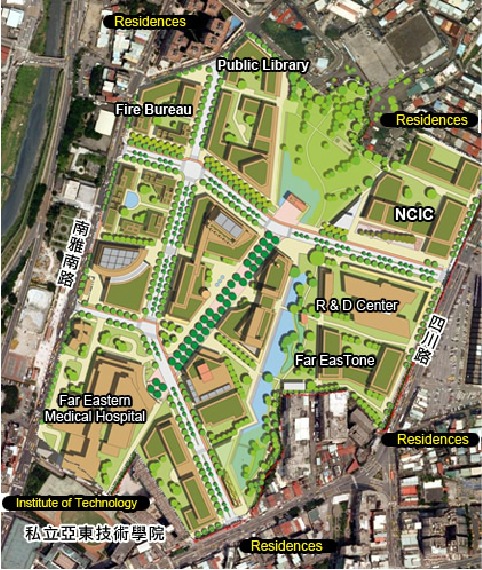
Tpark台北遠東通訊園區整體規劃

#### 產業區
- TPKA研發大樓
- TPKC&D研發大樓
- R&D研發辦公室
- 遠傳電信總部
- 電信實驗室
- 育成中心
- 會議室
- 展示中心

#### 附屬商業設施區
- 產業展銷空間
- 通訊&3C商場旗艦店
- 零售店鋪
- 餐飲設施

#### 附屬住宅設施區
- 中密度社區
- 商務公寓

#### 公共設施
- 捷運藍線亞東醫院站
- 亞東紀念醫院
- 亞東科技大學（緊臨，但未計入園區範圍及面積）
- 中央公園（含6600坪北公園、2300坪南公園）
- 新北市立圖書館總館（新館）
- 新北市政府消防局[10]

## 進駐廠商
- Ericsson 愛立信(台灣)[11]
- 稜研科技股份有限公司
- 聯合利華股份有限公司
- 遠東資源開發股份有限公司
- 達康科技國際股份有限公司
- 建崴科技股份有限公司
- 台灣奧奔麥科技股份有限公司
- 東捷資訊服務股份有限公司(衛生福利部醫事憑證管理中心)
- 英商歐援有限公司
- 世邁科技股份有限公司
- 中華龍網股份有限公司
- 漢威聯合公司
- 群暉科技股份有限公司
- 上博科技
- 捷格科技
- 台灣山葉音樂
- 財團法人電信技術中心
- 玉山銀行-板新分行
- 星巴克
- 奧義智慧科技股份有限公司
- Google台灣[12][13][14]

## 外部連結
- 台北遠東通訊園區 （页面存档备份，存于）